# Беленький, Макс Львович
Макс Львович Беленький (10 апреля 1911, Лепель Витебской губернии — 25 декабря 1965, Рига) — советский фармаколог, ученый, автор «Учебника фармакологии» 1954—1968 годов. Заслуженный деятель науки Латвийской ССР (1961). Член-корреспондент Академии медицинских наук СССР (1961).

## Биография
Родился в семье учителя в белорусском городе Лепеле. Среднюю школу окончил в Ленинграде, куда переехала семья. В 1933 году окончил 2-й Ленинградский медицинский институт. Проработал по распределению два года в Восточной Сибири, после чего поступил в аспирантуру родного института и работал ассистентом там же на кафедре фармакологии.
В 1939 году он защитил кандидатскую диссертацию.
В годы Великой Отечественной войны служил армейским токсикологом в Карелии и на 3-м Украинском фронте (1941—1945).
Через год после окончания войны демобилизовался и вернулся на прежнее место работы в Ленинградский 2-й Медицинский институт, с 1947 года — доцент кафедры фармакологии. Защитил докторскую диссертацию в 1952 году под руководством прославленного профессора, исследователя сосудов и сердца человека, фармакологии вегетативной нервной системы Сергея Викторовича Аничкова. Учитель увлек Макса Львовича проблемой каротидных клубочков. Будучи выдающимся биохимиком, Макс Львович смог исследовать биохимические основы химической чувствительности этих хеморецепторов и таким образом положить начало новому направлению в этой области науки: изучению рефлексов, возникающих в каротидных рецепторах и направленных на эндокринные железы.
В истории Кафедры фармакологии 2-го Ленинградского медицинского института Беленького описывают как талантливого учёного и безукоризненно благородного человека. Даже его совместный с С. В. Аничковым «Учебник фармакологии» появился без амбициозных устремлений со стороны авторов: их лекции просто были застенографированы и по предложению Министерства здравоохранения СССР изданы в 1954 году в виде учебника, использовавшегося затем во всех медицинских вузах страны. В этом учебнике впервые в полной мере отразилась теория нервизма И.Павлова.
С 1952 года — заведующий кафедрой фармакологии Рижского медицинского института, с 1953 года профессор.
Беленький стал одним из самых ярких преподавателей института и крупнейшим ученым Латвии, одним из основателей латвийской школы фармакологии. Под его руководством было подготовлено и защищено 9 кандидатских диссертаций. В рамках исследований в Институте оргсинтеза Академии наук Латвийской ССР Беленький выявил и исследовал адренергические свойства апоморфина, холинергический компонент в действии фенамина, разностороннее влияние аминофенилиндандионов на нервную систему.
В 1960 году он был избран член-корреспондентом Академии медицинских наук СССР, а в 1961 году ему было присвоено звание Заслуженного деятеля науки Латвийской ССР. Он был награждён орденами Красной Звезды и «Знак Почета», а также медалями.
М. Л. Беленький скоропостижно скончался 25 декабря 1965 года. Похоронен в Риге на кладбище Райниса.

## Научные труды
М. Л. Беленький — автор более 100 научных работ, в том числе двух монографий, посвященных главным образом вопросам фармакологии каротидных рецепторов, холинергических и адренергических процессов; соавтор учебника по фармакологии.
Под его руководством в рамках программ Института оргсинтеза АН Латвийской ССР были выявлены и изучены адренергические свойства апоморфина, холинергический компонент в действии фенамина, влияние аминофенилиндандионов на нервную систему.
Одним из первых в СССР Макс Львович начал изучать возможность применения математических методов в медицине, написав книгу «Элементы количественной оценки фармакологически эффектов», получившую признание экспериментаторов и клиницистов в Советском Союзе и за рубежом. Беленький был участником международных конгрессов и конференций по фармакологии.

## Общественная деятельность
М. Л. Беленький был избран в правление Всесоюзного фармакологического общества, был членом редколлегии журнала «Фармакология и токсикология», соредактором раздела «Фармакология» 2-го издания Большой медицинской энциклопедии.

## Семья
Супруга — Нина Сауловна Ратенберг.